# Supercopa Libertadores de 1990
A Supercopa Libertadores 1990 foi a terceira edição deste torneio de futebol que reunia os clubes campeões da Taça Libertadores da América. O Atlético Nacional da Colômbia não participou desta edição. O campeão foi o Olimpia, do Paraguai, que na final venceu a equipe do Nacional, do Uruguai. Por já ter vencido a Taça Libertadores de 1990, o time paraguaio foi declarado campeão automático da Recopa Sul-Americana de 1991.

## Participantes
| Argentina          |                |                                                                      |
| Clube              | Cidade         | Classificação                                                        |
| ------------------ | -------------- | -------------------------------------------------------------------- |
| Argentinos Juniors | Buenos Aires   | Campeão da Libertadores de 1985                                      |
| Boca Juniors       | Buenos Aires   | Campeão da Libertadores de 1977 e 1978                               |
| Estudiantes        | La Plata       | Campeão da Libertadores de 1968, 1969 e 1970                         |
| Independiente      | Avellaneda     | Campeão da Libertadores de 1964, 1965, 1972, 1973, 1974, 1975 e 1984 |
| Racing             | Avellaneda     | Campeão da Libertadores de 1967                                      |
| River Plate        | Buenos Aires   | Campeão da Libertadores de 1986                                      |
| Brasil             |                |                                                                      |
| Clube              | Cidade         | Classificação                                                        |
| Cruzeiro           | Belo Horizonte | Campeão da Libertadores de 1976                                      |
| Flamengo           | Rio de Janeiro | Campeão da Libertadores de 1981                                      |
| Grêmio             | Porto Alegre   | Campeão da Libertadores de 1983                                      |
| Santos             | Santos         | Campeão da Libertadores de 1962 e 1963                               |
| Paraguai           |                |                                                                      |
| Clube              | Cidade         | Classificação                                                        |
| Olimpia            | Assunção       | Campeão da Libertadores de 1979 e 1990                               |
| Uruguai            |                |                                                                      |
| Clube              | Cidade         | Classificação                                                        |
| Nacional           | Montevidéu     | Campeão da Libertadores de 1971, 1980 e 1988                         |
| Peñarol            | Montevidéu     | Campeão da Libertadores de 1960, 1961, 1966, 1982 e 1987             |

## Tabela

### Primeira fase
Jogos de ida
| 18 de outubro de 1990 | Peñarol | 0 – 0 | Santos | Centenario, Montevidéu (Uruguai) |
|                       |         |       |        | Árbitro: Juan Carlos Loustau     |

- Peñarol: Alvez; Dominguez, Trasante, Montero e Mendez; Sanchez, Silvero (Da Silva) e Fernando Silvera; Adrian Paz, Cabrera (Baran) e Lopez. Técnico: César Luiz Menotti.
- Santos: Sérgio; Índio, Pedro Paulo, Luiz Carlos e Flavinho; César Sampaio, Axel e Edu Marangon; Almir (Mendonça), Paulinho (Derval) e Sérgio Manoel. Técnico: Pepe.

| 24 de outubro de 1990 | Independiente | 1 – 1 | Nacional    | Avellaneda (Argentina) |
|                       | Insúa (P)     |       | Dely Valdés | Árbitro: Gastón Castro |

| 26 de outubro de 1990 | Cruzeiro | 1 – 0 | Racing | Mineirão, Belo Horizonte (MG) |
|                       | Heider   |       |        | Árbitro: Eduardo Dluzniewski  |

| 26 de outubro de 1990 | Argentinos Juniors          | 3 – 1 | Flamengo     | José Amalfitani, Buenos Aires (Argentina) |
|                       | Coloccini · Perazzo · Cejas |       | Luís Antônio | Árbitro: Oscar Ortube                     |

| 31 de outubro de 1990 | River Plate          | 3 – 0 | Olimpia | Buenos Aires (Argentina)  |
|                       | Berti · Medina Bello |       |         | Árbitro: Renato Marsiglia |

Jogos de volta
| 7 de novembro de 1990 | Racing    | 1 – 0 | Cruzeiro | Avellaneda (Argentina)   |
|                       | Pérez (P) |       |          | Árbitro: Ernesto Filippi |

|                                   |     | Penalidades                                      |  |
| Pérez: Homann: Rubén Paz: Fabbri: | 4–2 | Ademir: Gilmar Francisco: Luís Fernando: Heider: |  |

| 7 de novembro de 1990 | Olimpia                       | 3 – 0 | River Plate | Assunção (Paraguai)   |
|                       | Samaniego · Monzón · Amarilla |       |             | Árbitro: Hernán Silva |

|                                                       |     | Penalidades                                              |  |
| Almeida: Ramírez: Amarilla: Suárez: Villalba: Monzón: | 4–3 | Medina Bello: Berti: Gutiérrez: Da Silva: Astrada: Díaz: |  |

| 8 de novembro de 1990 | Santos           | 2 – 2 | Peñarol                      | Vila Belmiro, Santos (SP)                         |
|                       | Mendonça 36' 38' |       | Víctor López 20' · Barán 83' | Público: 2,852 pagantes Árbitro: Ricardo Calabria |

|                                       |     | Penalidades                       |  |
| Almir: Flavinho: Derval: Luís Carlos: | 2–4 | Villar: Barán: Da Silva: Montero: |  |

- Santos: Pizelli; Camilo, Pedro Paulo, Luiz Carlos e Flavinho; Derval, Axel e Edu Marangon; Almir, Serginho (Zé Humberto) e Mendonça (Sérgio Manoel). Técnico: Pepe.
- Peñarol: Alvez; Dominguez, Trasante, Montero e Mendez; Sanchez, Silvero e Rodrigues (Da Silva); Adrian Paz (Baran), Villar e Lopez. Técnico: César Luiz Menotti.

| 8 de novembro de 1990 | Nacional        | 2 – 1 | Independiente | Montevidéu (Uruguai)         |
|                       | Cabrera · Lemos |       | Artime        | Árbitro: José Roberto Wright |

| 8 de novembro de 1990 | Flamengo                       | 3 – 1 | Argentinos Juniors | Caio Martins, Niterói (RJ)     |
|                       | Nélio · Renato Gaúcho · Gaúcho |       | Patricio Hernández | Árbitro: Estanislao Barrientos |

|                                                      |     | Penalidades                                                          |  |
| Josimar: Zé Ricardo: Renato Gaúcho: Rogério: Gaúcho: | 3–4 | Patricio Hernández: Ortega: Cáceres: Carlos Mac Allister: Coloccini: |  |

* Por ter sido o campeão da edição anterior, o Boca Juniors entrou direto nas quartas-de-final. Grêmio e Estudiantes entraram nas quartas-de-final por sorteio.

### Quartas-de-final
Jogos de ida
| 31 de outubro de 1990 | Grêmio          | 1 – 0 | Estudiantes | Olímpico, Porto Alegre (RS) |
|                       | Prátola 88' (C) |       |             | Árbitro: Carlos Maciel      |

| 14 de novembro de 1990 | Peñarol | 0 – 1 | Boca Juniors | Centenario, Montevidéu (Uruguai)                                                       |
|                        |         |       | Giunta       | Árbitro: Renato Marsiglia Auxiliares: Wilson Carlos dos Santos e Pedro Carlos Bregalda |

| 14 de novembro de 1990 | Olimpia    | 1 – 1 | Racing             | Assunção (Paraguai)      |
|                        | Franco 88' |       | Ortega Sánchez 79' | Árbitro: Ernesto Filippi |

| 16 de novembro de 1990 | Argentinos Juniors    | 2 – 1 | Nacional    | Buenos Aires (Argentina) |
|                        | Sergio Pérez · Ortega |       | Dely Valdés | Árbitro: Carlos Maciel   |

Jogos de volta
| 8 de novembro de 1990 | Estudiantes      | 2 – 0 | Grêmio | Jorge Luis Hirschi, La Plata (Argentina) |
|                       | Trotta · Peinado |       |        | Árbitro: Enrique Marín                   |

| 21 de novembro de 1990 | Boca Juniors | 0 – 2 | Peñarol          | Buenos Aires (Argentina) |
|                        |              |       | Silvera · Villar | Árbitro: Hernán Silva    |

| 21 de novembro de 1990 | Racing | 0 – 3 | Olimpia                       | Avellaneda (Argentina)     |
|                        |        |       | Guasch · Amarilla · Samaniego | Árbitro: Luis Carlos Félix |

| 21 de novembro de 1990 | Nacional                   | 3 – 1 | Argentinos Juniors | Montevidéu (Uruguai)   |
|                        | Vargas · Revelez · Cabrera |       | Ortega             | Árbitro: Gastón Castro |

### Semifinais
Jogos de ida
| 28 de novembro de 1990 | Estudiantes | 0 – 0 | Nacional | Avellaneda (Argentina)    |
|                        |             |       |          | Árbitro: Renato Marsiglia |

| 28 de novembro de 1990 | Peñarol       | 2 – 1 | Olimpia  | Montevidéu (Uruguai) |
|                        | Paz · Silvera |       | Amarilla | Árbitro: Juan Bava   |

Jogos de volta
| 5 de dezembro de 1990 | Nacional | 0(5) – 0(3) | Estudiantes | Centenario, Montevidéu (Uruguai)  |
|                       |          |             |             | Árbitro: Wilson Carlos dos Santos |

|                                          |     | Penalidades                          |  |
| Ramos: Lemos: Soca: Tony Gómez: Revelez: | 5–3 | Iribarren: Capria: Erbín: Centurión: |  |

| 10 de dezembro de 1990 | Olimpia                                | 6 – 0 | Peñarol | Defensores del Chaco, Assunção (Paraguai) |
|                        | González · Amarilla · Suárez · Cáceres |       |         | Árbitro: Hernán Silva                     |

### Finais
1° jogo
| 5 de janeiro de 1991 | Nacional | 0 – 3 | Olimpia                                     | Centenario, Montevidéu (Uruguai) |
|                      |          |       | González 16' · Amarilla 37' · Samaniego 79' | Árbitro: José Roberto Wright     |

| NACIONAL:          |  |              |  |     |
|                    |  |              |  |     |
| G                  |  | Seré         |  |     |
| LD                 |  | Tony Gómez   |  |     |
| Z                  |  | Milton Gómez |  |     |
| Z                  |  | Revelez      |  |     |
| LE                 |  | Soca         |  |     |
| V                  |  | Morán        |  |     |
| V                  |  | Cardaccio    |  |     |
| M                  |  | Lemos        |  |     |
| M                  |  | Dely Valdés  |  |     |
| A                  |  | Cabrera      |  | ?a' |
| A                  |  | Vargas       |  | ?b' |
| Substituição:      |  |              |  |     |
| A                  |  | Báez         |  | ?a' |
| A                  |  | Ramos        |  | ?b' |
| Treinador:         |  |              |  |     |
| Juan Carlos Blanco |  |              |  |     |

| OLIMPIA:     |  |           |
|              |  |           |
| G            |  | Almeida   |
| LD           |  | Cáceres   |
| Z            |  | Ramírez   |
| Z            |  | Fernández |
| LE           |  | Suárez    |
| V            |  | Balbuena  |
| V            |  | Guasch    |
| M            |  | Monzón    |
| M            |  | González  |
| A            |  | Amarilla  |
| A            |  | Samaniego |
| Treinador:   |  |           |
| Luis Cubilla |  |           |

2º jogo
| 11 de janeiro de 1991 | Olimpia                                   | 3 – 3 | Nacional                                    | Defensores del Chaco, Assunção (Paraguai) |
|                       | Samaniego 26' · Amarilla 49' · Monzón 69' |       | Cardaccio 4' · Morán 31' · Wilson Núñez 79' | Árbitro: Juan Carlos Loustau              |

| OLIMPIA:      |  |           |  |    |
|               |  |           |  |    |
| G             |  | Almeida   |  |    |
| LD            |  | Cáceres   |  |    |
| Z             |  | Ramírez   |  |    |
| Z             |  | Fernández |  |    |
| LE            |  | Suárez    |  |    |
| V             |  | Balbuena  |  |    |
| V             |  | Guasch    |  |    |
| M             |  | Monzón    |  |    |
| M             |  | González  |  | ?' |
| A             |  | Amarilla  |  |    |
| A             |  | Samaniego |  |    |
| Substituição: |  |           |  |    |
| A             |  | Villalba  |  | ?' |
| Treinador:    |  |           |  |    |
| Luis Cubilla  |  |           |  |    |

| NACIONAL:          |  |              |  |     |
|                    |  |              |  |     |
| G                  |  | Seré         |  |     |
| LD                 |  | Maristán     |  |     |
| Z                  |  | Saravia      |  |     |
| Z                  |  | Revelez      |  |     |
| LE                 |  | Mozo         |  |     |
| V                  |  | Peña         |  |     |
| V                  |  | Cardaccio    |  |     |
| M                  |  | Morán        |  |     |
| M                  |  | Miranda      |  | ?a' |
| A                  |  | Wilson Núñez |  |     |
| A                  |  | García       |  | ?b' |
| Substituição:      |  |              |  |     |
| A                  |  | Cabrera      |  | ?a' |
| A                  |  | Ramos        |  | ?b' |
| Treinador:         |  |              |  |     |
| Juan Carlos Blanco |  |              |  |     |

## Confrontos
|  | Oitavas de final | Oitavas de final   | Oitavas de final | Oitavas de final |                    |          | Quartas de final | Quartas de final | Quartas de final |   |          | Semifinais                      | Semifinais                      | Semifinais                      |  |         | Final                     | Final                     | Final                     | Final                     | Final                     |
|  |                  |                    |                  |                  |                    |          |                  |                  |                  |   |          | 28 de novembro a 10 de dezembro | 28 de novembro a 10 de dezembro | 28 de novembro a 10 de dezembro |  |         | 5 e 11 de janeiro de 1991 | 5 e 11 de janeiro de 1991 | 5 e 11 de janeiro de 1991 | 5 e 11 de janeiro de 1991 | 5 e 11 de janeiro de 1991 |
|  |                  |                    |                  |                  |                    |          |                  |                  |                  |   |          |                                 |                                 |                                 |  |         |                           |                           |                           |                           |                           |
|  | 1                | Peñarol            | 0                | 2 (4)            |                    |          |                  |                  |                  |   |          |                                 |                                 |                                 |  |         |                           |                           |                           |                           |                           |
|  | 16               | Santos             | 0                | 2 (2)            |                    |          |                  |                  |                  |   |          |                                 |                                 |                                 |  |         |                           |                           |                           |                           |                           |
|  | 16               | Santos             | 0                | 2 (2)            |                    | Peñarol  | 0                | 2                |                  |   |          |                                 |                                 |                                 |  |         |                           |                           |                           |                           |                           |
|  |                  |                    |                  |                  |                    | Peñarol  | 0                | 2                |                  |   |          |                                 |                                 |                                 |  |         |                           |                           |                           |                           |                           |
|  |                  | Boca Juniors       | 1                | 0                |                    |          |                  |                  |                  |   |          |                                 |                                 |                                 |  |         |                           |                           |                           |                           |                           |
|  | 8                | Boca Juniors       | 1                | 0                | Boca Juniors       | -        | -                |                  |                  |   |          |                                 |                                 |                                 |  |         |                           |                           |                           |                           |                           |
|  | 8                |                    |                  |                  | Boca Juniors       | -        | -                |                  |                  |   |          |                                 |                                 |                                 |  |         |                           |                           |                           |                           |                           |
|  | 9                |                    | -                | -                |                    |          |                  |                  |                  |   |          |                                 |                                 |                                 |  |         |                           |                           |                           |                           |                           |
|  | 9                |                    |                  |                  |                    |          |                  | Peñarol          | 2                | 0 |          |                                 |                                 |                                 |  |         |                           |                           |                           |                           |                           |
|  |                  |                    |                  |                  |                    |          |                  |                  |                  |   |          |                                 |                                 |                                 |  |         |                           |                           |                           |                           |                           |
|  |                  | Olimpia            | 1                | 6                |                    |          |                  |                  |                  |   |          |                                 |                                 |                                 |  |         |                           |                           |                           |                           |                           |
|  | 5                | Olimpia            | 1                | 6                | Olimpia            | 0        | 3 (4)            |                  |                  |   |          |                                 |                                 |                                 |  |         |                           |                           |                           |                           |                           |
|  | 5                |                    |                  |                  | Olimpia            | 0        | 3 (4)            |                  |                  |   |          |                                 |                                 |                                 |  |         |                           |                           |                           |                           |                           |
|  | 12               | River Plate        | 3                | 0 (3)            |                    |          |                  |                  |                  |   |          |                                 |                                 |                                 |  |         |                           |                           |                           |                           |                           |
|  | 12               | River Plate        | 3                | 0 (3)            |                    | Olimpia  | 1                | 3                |                  |   |          |                                 |                                 |                                 |  |         |                           |                           |                           |                           |                           |
|  |                  |                    |                  |                  |                    | Olimpia  | 1                | 3                |                  |   |          |                                 |                                 |                                 |  |         |                           |                           |                           |                           |                           |
|  |                  | Racing             | 1                | 0                |                    |          |                  |                  |                  |   |          |                                 |                                 |                                 |  |         |                           |                           |                           |                           |                           |
|  | 4                | Racing             | 1                | 0                | Racing             | 0        | 1 (4)            |                  |                  |   |          |                                 |                                 |                                 |  |         |                           |                           |                           |                           |                           |
|  | 4                |                    |                  |                  | Racing             | 0        | 1 (4)            |                  |                  |   |          |                                 |                                 |                                 |  |         |                           |                           |                           |                           |                           |
|  | 13               | Cruzeiro           | 1                | 0 (2)            |                    |          |                  |                  |                  |   |          |                                 |                                 |                                 |  |         |                           |                           |                           |                           |                           |
|  | 13               | Cruzeiro           | 1                | 0 (2)            |                    |          |                  |                  |                  |   |          |                                 |                                 |                                 |  | Olimpia | 3                         | 3                         |                           |                           |                           |
|  |                  |                    |                  |                  |                    |          |                  |                  |                  |   |          |                                 |                                 |                                 |  | Olimpia | 3                         | 3                         |                           |                           |                           |
|  |                  | Nacional           | 0                | 3                |                    |          |                  |                  |                  |   |          |                                 |                                 |                                 |  |         |                           |                           |                           |                           |                           |
|  | 2                | Nacional           | 0                | 3                | Nacional           | 1        | 2                |                  |                  |   |          |                                 |                                 |                                 |  |         |                           |                           |                           |                           |                           |
|  | 2                |                    |                  |                  | Nacional           | 1        | 2                |                  |                  |   |          |                                 |                                 |                                 |  |         |                           |                           |                           |                           |                           |
|  | 15               | Independiente      | 1                | 1                |                    |          |                  |                  |                  |   |          |                                 |                                 |                                 |  |         |                           |                           |                           |                           |                           |
|  | 15               | Independiente      | 1                | 1                |                    | Nacional | 1                | 3                |                  |   |          |                                 |                                 |                                 |  |         |                           |                           |                           |                           |                           |
|  |                  |                    |                  |                  |                    | Nacional | 1                | 3                |                  |   |          |                                 |                                 |                                 |  |         |                           |                           |                           |                           |                           |
|  |                  | Argentinos Juniors | 2                | 1                |                    |          |                  |                  |                  |   |          |                                 |                                 |                                 |  |         |                           |                           |                           |                           |                           |
|  | 7                | Argentinos Juniors | 2                | 1                | Argentinos Juniors | 3        | 1 (4)            |                  |                  |   |          |                                 |                                 |                                 |  |         |                           |                           |                           |                           |                           |
|  | 7                |                    |                  |                  | Argentinos Juniors | 3        | 1 (4)            |                  |                  |   |          |                                 |                                 |                                 |  |         |                           |                           |                           |                           |                           |
|  | 10               | Flamengo           | 1                | 3 (3)            |                    |          |                  |                  |                  |   |          |                                 |                                 |                                 |  |         |                           |                           |                           |                           |                           |
|  | 10               | Flamengo           | 1                | 3 (3)            |                    |          |                  |                  |                  |   | Nacional | 0                               | 0 (5)                           |                                 |  |         |                           |                           |                           |                           |                           |
|  |                  |                    |                  |                  |                    |          |                  |                  |                  |   | Nacional | 0                               | 0 (5)                           |                                 |  |         |                           |                           |                           |                           |                           |
|  |                  | Estudiantes        | 0                | 0 (3)            |                    |          |                  |                  |                  |   |          |                                 |                                 |                                 |  |         |                           |                           |                           |                           |                           |
|  | 6                | Estudiantes        | 0                | 0 (3)            | Estudiantes        |          |                  |                  |                  |   |          |                                 |                                 |                                 |  |         |                           |                           |                           |                           |                           |
|  | 6                |                    |                  |                  | Estudiantes        |          |                  |                  |                  |   |          |                                 |                                 |                                 |  |         |                           |                           |                           |                           |                           |
|  | 11               |                    |                  |                  |                    |          |                  |                  |                  |   |          |                                 |                                 |                                 |  |         |                           |                           |                           |                           |                           |
|  |                  | Estudiantes        | 0                | 2                |                    |          |                  |                  |                  |   |          |                                 |                                 |                                 |  |         |                           |                           |                           |                           |                           |
|  |                  |                    |                  |                  |                    |          |                  |                  |                  |   |          |                                 |                                 |                                 |  |         |                           |                           |                           |                           |                           |
|  |                  | Grêmio             | 1                | 0                |                    |          |                  |                  |                  |   |          |                                 |                                 |                                 |  |         |                           |                           |                           |                           |                           |
|  | 3                | Grêmio             | 1                | 0                | Grêmio             |          |                  |                  |                  |   |          |                                 |                                 |                                 |  |         |                           |                           |                           |                           |                           |
|  | 3                |                    |                  |                  | Grêmio             |          |                  |                  |                  |   |          |                                 |                                 |                                 |  |         |                           |                           |                           |                           |                           |
|  | 14               |                    |                  |                  |                    |          |                  |                  |                  |   |          |                                 |                                 |                                 |  |         |                           |                           |                           |                           |                           |

| Supercopa Libertadores 1990 |
| --------------------------- |
| Olimpia Campeão (1º título) |